# Berchemiella
Berchemiella ist eine Gattung aus der Familie der Kreuzdorngewächse (Rhamnaceae). Sie umfasst drei Arten in China und Japan, die alle bedroht sind. Der Gattungsname ehrt Jacob Pierre Berthoud van Berchem (1763–1832), einen (holländisch-)schweizerischen Naturforscher und Mineralogen.

## Beschreibung
Berchemiella sind immergrüne Sträucher oder kleine Bäume. Die unbehaarten Blätter sind meist wechselständig angeordnet.
Die Blüten stehen in endständigen bzw. achselbürtigen Faszikeln oder Zymen. Der dauerhafte Blütenbecher ist schalenförmig mit einem relativ dicken, den Blütenbecher vollständig ausfüllenden Diskus. Der Fruchtknoten ist halbunterständig. Die Früchte sind einfächrige Steinfrüchte.

## Verbreitung und Systematik
Die Gattung wurde 1923 von Takenoshin Nakai erstbeschrieben. Innerhalb der Kreuzdorngewächse wird sie in die Tribus Rhamneae eingeordnet. Die Berchemiella umfassen nur drei Arten sowie eine Varietät, beheimatet in Japan, China und Korea.
- Berchemiella berchemiifolia Nakai: Südliches Korea und zentrales und südliches Japan.[4]
- Berchemiella yunnanensis Y.L.Chen & P.K.Chou: Südöstliches Yunnan.[4]
- Berchemiella wilsonii (C.K.Schneid.) Nakai: Westliches Hubei.[4] Mit den Varietäten:
  - Berchemiella wilsonii var. pubipetiolata H.Qian: Anhui und Zhejiang.[4]
  - Berchemiella wilsonii var. wilsonii.

Alle Arten der Gattung sind durch menschliche Aktivitäten bedroht, von der Nominatform von Berchemiella wilsonii var. wilsonii sind so nur noch fünf Exemplare bekannt, von der Varietät pubipetiolata nur noch vier nennenswerte Vorkommen.

## Nachweise
1. ↑   Lotte Burkhardt: Verzeichnis eponymischer Pflanzennamen.  Botanic Garden and Botanical Museum Berlin, Freie Universität Berlin, Berlin 2016. ISBN 978-3-946292-10-4, doi:10.3372/epolist2016
2. 1 2  D. Medan, C. Schirarend: Rhamnaceae In: Klaus Kubitzki (Hrsg.): The Families and Genera of Vascular Plants - Volume VI - Flowering Plants - Dicotyledons - Celastrales, Oxalidales, Rosales, Cornales, Ericales, 2004, S. 333, ISBN 978-3-540-06512-8
3. 1 2  Ming Kang, Jinju Zhang, Jing Wang & Hongwen Huang: Isolation and characterization of microsatellite loci in the endangered tree Berchemiella wilsonii var. pubipetiolata and cross-species amplification in closely related taxa In: Conservation Genetics, 2006, Bd. 7, S. 789–793
4. 1 2 3 4  Datenblatt Berchemiella bei POWO = Plants of the World Online von Board of Trustees of the Royal Botanic Gardens, Kew: Kew Science.